# Margarethe von Schönberg
Magarethe von Schönberg (geb. von Pflugk; * in Zabeltitz; † 16. Januar 1580 in Frankenberg) war eine sächsische Adlige und Wohltäterin.

## Leben
Magarethe von Schönberg lebte mit ihrem Ehemann Christoph von Schönberg im Rittergut Frankenberg. Dieses war durch ihren Ehemann im Jahre 1553 errichtet worden. Da die Ehe kinderlos blieb, nutzte Magarethe das Familienvermögen, um die Armut in der Stadt zu bekämpfen. Nach dem Tod ihres Mannes 1576 konnte sie sich ihre wirtschaftliche und rechtliche Selbstständigkeit bewahren und stellte Unterstützungsprogramme für die einfache Bevölkerung auf. 1580 starb Magarethe nach einer Reise in ihre Heimat. Sie wurden neben ihrem Mann in der Frankenberger Stadtkirche beigesetzt. Die Besitzungen fielen nach ihrem Tod Wolf von Schönberg zu. Ihr beachtliches Vermögen vermachte sie jedoch Stadt und Kirche, die es zur Bekämpfung der Armut sowie für Ausbildung und Weiterbildung der einfachen Bevölkerung einsetzten.

## Bedeutung
Magarethe von Schönberg war in ihrer Rolle als Förderin der Alphabetisierung unterer Bevölkerungsschichten in ihrer Zeit einzigartig. Während sich die Lese- und Schreibfähigkeit im 16. Jahrhundert vor allem auf kleine Kreise in größeren Städten, den Klerus und den Adel konzentrierte, setzte sich Magarethe von Schönberg explizit für die Ausbildung der einfachen Bevölkerung ein. Auch war sie eine der wenigen Personen, die diese Möglichkeit gleichsam für Frauen aus einfachen Verhältnissen öffnete, was zu dieser Zeit allgemein unüblich war.

## Andenken und Erinnerung
Bis zur Umbenennung nach dem Zweiten Weltkrieg war eine Straße oberhalb der ehemaligen Besitzungen des Ritterguts (Margarethenstraße – heute: August-Bebel-Straße) nach ihr benannt. Noch heute wird der gründerzeitliche Stadtteil zwischen Rittergut und Bahnlinie, durch den auch die erwähnte Straße führt, Magarethenvorstadt genannt. Charakteristischerweise befindet sich dort heute mit dem „Bildungszentrum“ einer der wichtigsten Bildungsstandorte der Stadt.
Ihre Grabplatte ist Teil einer Sammlung im Freiberger Dom St. Marien.